# Al MacInnis
Allan "Al" MacInnis, född 11 juli 1963 i Inverness i Nova Scotia, är en kanadensisk före detta professionell ishockeyback som spelade 23 år i NHL för Calgary Flames och St. Louis Blues.
MacInnis har vunnit Stanley Cup både som spelare med Calgary Flames och som personal med St. Louis Blues.

## Uppväxt
MacInnis föddes i Inverness, Nova Scotia och växte upp i Port Hood, Nova Scotia, en fiskeby vid Cape Breton Island. Han är son till Alex och Anna Mae MacInnis och har åtta syskon. Hans far arbetade en tid som kolgruvearbetare och hans mamma var lärare till yrket. MacInnis tillbringade sina tonår i Kitchener, Ontario där han gick på Kitchener-Waterloo Collegiate and Vocational School.

## Spelarkarriär
Al MacInnis draftades som 15:e spelare totalt av Calgary Flames i 1981 års NHL-draft. Han debuterade för Calgary säsongen 1981–82 och vann Stanley Cup med Flames 1989. Han belönades då även med Conn Smythe Trophy som slutspelets mest värdefulle spelare. 
4 juli 1994 bytte Flames bort MacInnis till St. Louis Blues tillsammans med ett val i fjärde rundan i draften 1997 i utbyte mot Phil Housley ett val i andra rundan i draften 1996 och ett i draften 1997. Han förlängde sitt kontrakt med St. Louis Blues inför säsongen 1994–95.
MacInnis, som är en av få försvarsspelare som nått upp till 1000 poäng, lade skridskorna på hyllan 9 september 2005 efter att han missat nästan två hela säsonger på grund av skador och spelarstrejk som ställde in en hel NHL-säsong. Hans tröja med nummer 2 pensionerades av St. Louis Blues under en ceremoni söndagen 9 april 2006 i samband med en match mellan St. Louis och Edmonton Oilers.
Genom hela sin karriär var MacInnis kanske mest känd för sitt stenhårda slagskott. Under NHL:s årliga All Star-jippo 1999–00 mättes hans slagskott upp som hårdast i NHL för fjärde året i rad. Totalt fick han sju sådana utmärkelser under hela sin karriär.

## Efter spelarkarriären
I november 2006 anställdes han med titeln "Vice President of Hockey Operations" av St. Louis Blues president John Davidson.
Han vann Stanley Cup som en del av St. Louis Blues säsongen 2018–19.

## Privat
Al MacInnis är far till ishockeyforwarden Ryan MacInnis som spelar inom organisationen för Columbus Blue Jackets i NHL.

## Statistik

### Klubbkarriär
| 1979–80    | Regina Pat Blues  | SJHL       | 59   | 20  | 28  | 48   | 110  | —   | —  | —   | —   | —   |
| 1979–80    | Regina Pats       | WHL        | 2    | 0   | 0   | 0    | 0    | —   | —  | —   | —   | —   |
| 1980–81    | Kitchener Rangers | OHL        | 47   | 11  | 28  | 39   | 59   | 18  | 4  | 12  | 16  | 20  |
| 1981–82    | Kitchener Rangers | OHL        | 59   | 25  | 50  | 75   | 145  | 15  | 5  | 10  | 15  | 44  |
| 1981–82    | Calgary Flames    | NHL        | 2    | 0   | 0   | 0    | 0    | —   | —  | —   | —   | —   |
| 1982–83    | Kitchener Rangers | OHL        | 51   | 38  | 46  | 84   | 67   | 8   | 3  | 8   | 11  | 9   |
| 1982–83    | Calgary Flames    | NHL        | 14   | 1   | 3   | 4    | 9    | —   | —  | —   | —   | —   |
| 1983–84    | Colorado Flames   | CHL        | 19   | 5   | 14  | 19   | 22   | —   | —  | —   | —   | —   |
| 1983–84    | Calgary Flames    | NHL        | 51   | 11  | 34  | 45   | 42   | 11  | 2  | 12  | 14  | 13  |
| 1984–85    | Calgary Flames    | NHL        | 67   | 14  | 52  | 66   | 75   | 4   | 1  | 2   | 3   | 8   |
| 1985–86    | Calgary Flames    | NHL        | 77   | 11  | 57  | 68   | 76   | 21  | 4  | 15  | 19  | 30  |
| 1986–87    | Calgary Flames    | NHL        | 79   | 20  | 56  | 76   | 97   | 4   | 1  | 0   | 1   | 0   |
| 1987–88    | Calgary Flames    | NHL        | 80   | 25  | 58  | 83   | 114  | 7   | 3  | 6   | 9   | 18  |
| 1988–89    | Calgary Flames    | NHL        | 79   | 16  | 58  | 74   | 126  | 22  | 7  | 24  | 31  | 46  |
| 1989–90    | Calgary Flames    | NHL        | 79   | 28  | 62  | 90   | 82   | 6   | 2  | 3   | 5   | 8   |
| 1990–91    | Calgary Flames    | NHL        | 78   | 28  | 75  | 103  | 90   | 7   | 2  | 3   | 5   | 8   |
| 1991–92    | Calgary Flames    | NHL        | 72   | 20  | 57  | 77   | 83   | —   | —  | —   | —   | —   |
| 1992–93    | Calgary Flames    | NHL        | 50   | 11  | 43  | 54   | 61   | 6   | 1  | 6   | 7   | 10  |
| 1993–94    | Calgary Flames    | NHL        | 75   | 28  | 54  | 82   | 95   | 7   | 2  | 6   | 8   | 12  |
| 1994–95    | St. Louis Blues   | NHL        | 32   | 8   | 20  | 28   | 43   | 7   | 1  | 5   | 6   | 10  |
| 1995–96    | St. Louis Blues   | NHL        | 82   | 17  | 44  | 61   | 88   | 13  | 3  | 4   | 7   | 20  |
| 1996–97    | St. Louis Blues   | NHL        | 72   | 13  | 30  | 43   | 65   | 6   | 1  | 2   | 3   | 4   |
| 1997–98    | St. Louis Blues   | NHL        | 71   | 19  | 30  | 49   | 80   | 8   | 2  | 6   | 8   | 12  |
| 1998–99    | St. Louis Blues   | NHL        | 82   | 20  | 42  | 62   | 70   | 13  | 4  | 8   | 12  | 20  |
| 1999–00    | St. Louis Blues   | NHL        | 61   | 11  | 28  | 39   | 34   | 7   | 1  | 3   | 4   | 14  |
| 2000–01    | St. Louis Blues   | NHL        | 59   | 12  | 42  | 54   | 52   | 15  | 2  | 8   | 10  | 18  |
| 2001–02    | St. Louis Blues   | NHL        | 71   | 11  | 35  | 46   | 52   | 10  | 0  | 7   | 7   | 4   |
| 2002–03    | St. Louis Blues   | NHL        | 80   | 16  | 52  | 68   | 61   | 3   | 0  | 1   | 1   | 0   |
| 2003–04    | St. Louis Blues   | NHL        | 3    | 0   | 2   | 2    | 6    | —   | —  | —   | —   | —   |
| NHL totalt | NHL totalt        | NHL totalt | 1416 | 340 | 934 | 1274 | 1501 | 177 | 39 | 121 | 160 | 255 |

### Internationellt
| År     | Lag    | Turnering |    | Matcher | Mål | Assists | Poäng | Utv. |
| ------ | ------ | --------- | -- | ------- | --- | ------- | ----- | ---- |
| 1990   | Kanada | VM        | 9  | 1       | 3   | 4       | 10    |      |
| 1991   | Kanada | CC        | 8  | 2       | 4   | 6       | 23    |      |
| 1998   | Kanada | OS        | 6  | 2       | 0   | 2       | 2     |      |
| 2002   | Kanada | OS        | 6  | 0       | 0   | 0       | 8     |      |
| Totalt | Totalt | Totalt    | 29 | 5       | 7   | 13      | 43    |      |

## Priser och utmärkelser
- Spelade i 15 NHL All-Star Game – 1985, 1987, 1988, 1989, 1990, 1991, 1992, 1994, 1996, 1997, 1998, 1999, 2000, 2001 och 2003.
- Max Kaminsky Trophy – 1983
- 1988–89 – Conn Smythe Trophy
- 1988–89 – Stanley Cup med Calgary Flames
- 1998–99 – James Norris Memorial Trophy
- Vinter-OS 2002, Guldmedalj
- Hans tröja #2 pensionerad av St. Louis Blues 9 april 2006
- 2018–19 – Stanley Cup med St. Louis Blues